# Editore puro
Editore puro è il termine tradizionale con cui si designa l'editore di quotidiani, riviste, televisione e media in genere, quando tale attività sia esclusiva e non legata a gruppi finanziari che hanno interessi prevalenti in altri settori. Restano esclusi da tal novero anche quegli editori che siano espressione di partiti politici, movimenti sindacali, confessioni religiose ecc., mentre vengono ricomprese le varie forme di controllo da parte degli stessi giornalisti che formano la redazione come le cooperative.

## Regno Unito
La tipica situazione della Gran Bretagna vede il mondo della stampa e degli altri media con una assoluta prevalenza di editori puri:
- Rupert Murdoch controlla i popolari The Sun  (3 milioni e 600 000 copie a dicembre del ' 97) e il News of the World (4.300.000) e anche il più autorevole Times di  (783 000 copie). Nel settore televisivo possiede Sky che opera via satellite.

## Italia
In Italia, con riferimento alle condizioni proprietarie dell'anno 2020, risultano riconducibili alla proprietà di editori puri solo tre giornali quotidiani nazionali: Il Manifesto indipendente a partire dal 1977, Il Fatto Quotidiano e Domani; altre pubblicazioni minori sono presenti a livello locale oltre a numerose testate radiofoniche indipendenti. Opera inoltre il gruppo televisivo Sky, di proprietà del magnate Rupert Murdoch fino al 2018 ed ora appartenente al gruppo statunitense Comcast.